# UFC 107
UFC 107: Penn vs. Sánchez fue un evento de artes marciales mixtas celebrado por Ultimate Fighting Championship el 12 de diciembre de 2009 en el FedExForum en Memphis, Tennessee.

## Historia
Otro duelo programado para esta tarjeta fue el de los entrenadores de The Ultimate Fighter: Heavyweights Rashad Evans y Quinton Jackson, pero la pelea fue cancelada después de que Jackson fuera seleccionado para el papel del Cabo "M.A." Baracus en la película El Equipo A. La pelea se celebró en UFC 114.
Paul Buentello fue programado para enfrentarse a Todd Duffee en la tarjeta, pero una lesión obligó a Duffee retirarse. Stefan Struve reemplazo a Duffee en la tarjeta.

## Resultados
1. ↑  Por el campeonato de peso ligero de UFC.

## Premios extras
Cada peleador recibió un bono de $65 000.
- Pelea de la Noche: Alan Belcher vs. Wilson Gouveia
- KO de la Noche: TJ Grant
- Sumisión de la Noche: DaMarques Johnson